# Martina Hartmann

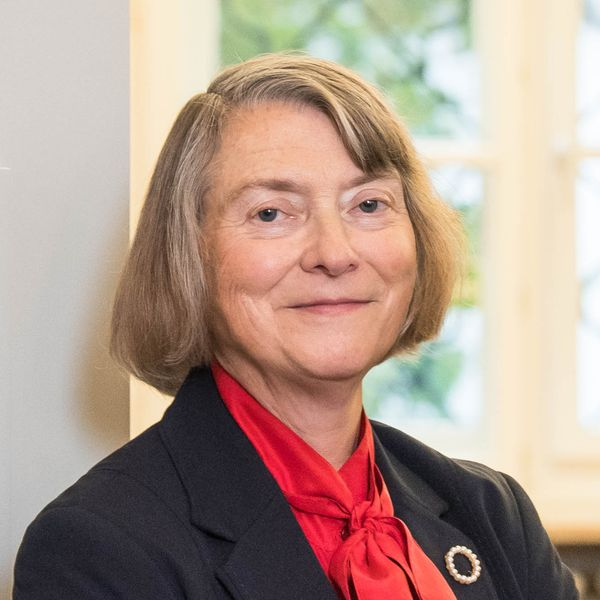
Martina Hartmann (2018)

Martina Hartmann, geborene Stratmann (* 18. September 1960 in Mülheim an der Ruhr) ist eine deutsche Historikerin. Hartmann ist seit März 2018 Präsidentin der Monumenta Germaniae Historica (MGH). Hartmann legte mehrere Editionen für die MGH vor. Sie trat auch als Verfasserin von Studieneinführungen und Überblicksdarstellungen zur mittelalterlichen Geschichte hervor.

## Leben
Martina Hartmann legte 1980 das Abitur ab und studierte von 1980 bis 1986 Geschichte, Klassische Philologie und Historische Hilfswissenschaften an der Universität Bonn; 1986 legte sie das erste Staatsexamen ab. 1989 wurde sie in mittelalterlicher Geschichte in Bonn bei Rudolf Schieffer mit einer Arbeit über Hinkmar von Reims promoviert. Von 1989 bis 2000 war sie wissenschaftliche Mitarbeiterin der Monumenta Germaniae Historica (MGH) in München und Redakteurin des Deutschen Archivs für Erforschung des Mittelalters.
Im Jahr 2001 erfolgte ihre Habilitation an der Universität Regensburg für Mittelalterliche Geschichte und Historische Hilfswissenschaften mit einer Arbeit über Matthias Flacius Illyricus. Seit 2006 lehrte Hartmann als außerplanmäßige Professorin an der Universität Heidelberg; 2011 erfolgte die Umhabilitation an die Universität München. Im April 2012 wurde sie stellvertretende Präsidentin der Monumenta Germaniae Historica. Hartmann ist seit dem Erscheinen des Heftes 69/1 (2013) Mitherausgeberin des Deutschen Archivs für Erforschung des Mittelalters.
Am 8. März 2018 wurde sie von der 130. Plenarversammlung der Zentraldirektion der MGH einstimmig zur Präsidentin der Monumenta Germaniae Historica gewählt. Sie ist Mitglied im wissenschaftlichen Beirat der Gottfried-Wilhelm-Leibniz-Gesellschaft, der Historischen Kommission bei der Bayerischen Akademie der Wissenschaften, der wissenschaftliche Kommission des Mittelalterzentrums der Berlin-Brandenburgischen Akademie der Wissenschaften und der wissenschaftlichen Kommission der Pius-Stiftung für Papsturkunden bei der Göttinger Akademie der Wissenschaften. Im Jahr 2020 wurde sie außerordentliches Mitglied der Bayerischen Akademie der Wissenschaften. Ihr wurde am 21. Oktober 2021 die Ehrendoktorwürde der Masaryk-Universität in Brünn verliehen.

## Forschungsschwerpunkte
Hartmanns Forschungsschwerpunkte sind die Überlieferungsgeschichte lateinischer Texte des Mittelalters, die Geschichte des frühen und hohen Mittelalters, Gender Studies, Historische Hilfswissenschaften und die frühneuzeitliche Geschichtsschreibung. Zentraler Gegenstand ihrer Dissertation war die Neuedition von Hinkmars Schrift De ecclesiis et capellis (MGH, Fontes iuris Germanici antiqui in usum scholarum 14, 1990). Es handelt sich dabei um „ein im Auftrag Karls des Kahlen verfaßtes Rechtsgutachten zum Eigenkirchenwesen, das Hinkmar zum Anlaß nahm, seinen Mitbischöfen auch Grundlegendes über die rechte Verwaltung eines Bistums zu sagen“. Außerdem untersuchte sie für Reims die Verwaltung des Bistums und der Kirchenprovinz in der Zeit Hinkmar von Reims.
Die Zeit der Merowinger soll in einer 2003 veröffentlichten Abhandlung „Studienanfängern sowie historisch Interessierten in leicht lesbarer Form vermittelt werden“. Im Jahr 2004 veröffentlichte sie das Lehrbuch Mittelalterliche Geschichte studieren. Hartmann wollte ein Buch schreiben, das „vielen Studienanfängern von Nutzen ist“. Das Buch ist in fünf große Abschnitte aufgebaut: die Praxis des Geschichtsstudiums, Grundzüge der Epoche, Grundlagen des historischen Arbeitens, die Grund- oder Hilfswissenschaften und Wege der Forschung: Teildisziplinen und Nachbarwissenschaften.

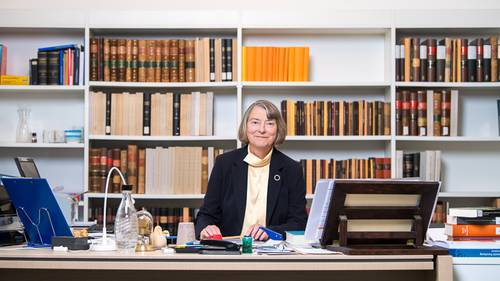
Martina Hartmann als Präsidentin der Monumenta Germaniae Historica an ihrem Arbeitsplatz.

Im Jahr 2009 legte sie eine Abhandlung über die Königin im frühen Mittelalter vor. Bislang gab es zu diesem Thema keine zusammenhängende Darstellung. Hartmann wollte daher mit ihrer Darstellung eine „erste Bestandsaufnahme“ zum gegenwärtigen Forschungsstand über die Königinnen im frühen Mittelalter vorlegen. Die Arbeit widmet sich dem Zeitraum vom 5. bis zum 9. Jahrhundert und ist in zwei Teile gegliedert. Der erste Teil (S. 5–137) konzentriert sich auf die Königinnen in den einzelnen Reichen. Der zweite systematisch-vergleichende Teil (S. 138–223) befasst sich mit der Stellung und den Aufgaben frühmittelalterlicher Königinnen. Behandelt werden „Eheschließung und Ehe“, „Hoftstaat der Königin und ihre Ausstattung“, „Politischer Einfluß“, „Königstöchter“, „Tod und Begräbnis“ sowie „Nachleben“.
Hartmann arbeitete an der Diplomata-Edition der Merowinger mit. Sie hat Flodoards Historia ecclesiae Remensis in den MGH ediert. Der entscheidende wissenschaftliche Fortschritt wird in Hartmanns Edition in einer wesentlich umfassenderen Kommentierung von Flodoards Arbeitsweise gegenüber der 1881 erschienenen Ausgabe von Johannes Heller und Georg Waitz gesehen. Sie legte 2012 nach Vorarbeiten von Heinz Zatschek und Timothy Reuter das Briefbuch Abt Wibalds von Stablo und Corvey in kritischer Edition vor. Die Edition der 451 erhaltenen Briefe besteht aus drei Teilbänden mit zusammen über 1000 Seiten. Das Editionsvorhaben hatte sie 2002 nach dem Tod Timothy Reuters übernommen und innerhalb von acht Jahren abgeschlossen. Es gilt als ein Beispiel für den zügigen Abschluss von größeren Editionsprojekten. Bereits ein Jahr vor der Veröffentlichung der Edition war bei den MGH ein Begleitband erschienen, der sich vor allem mit der Briefüberlieferung aus dem Umkreis Wibalds befasst. Darin wurden sieben vor Anlage des Briefbuches verfasste Wibald-Briefe (S. 29–44) und die sechs erhaltenen „Epistolae vagantes“ Corveyer Provenienz aus den Jahren 1146–1150 (S. 47–56) ediert. Nach Matthias Thumser wird die kritische Neuedition Hartmanns „in Zukunft zweifellos einen wichtigen Beitrag bei der Erforschung der Briefliteratur Deutschlands im 12. Jahrhundert leisten“.
Im Jahr 2012 veröffentlichte sie eine knappe Überblicksdarstellung zu den Merowingern. Im ersten Teil verfolgte sie die dynastische Geschichte von Childerich I. bis zu Childerich III. Der zweite Teil widmet sich Herrschaft, Gesellschaft und Kultur im merowingischen Frankenreich. Sie ist mit dem Historiker Wilfried Hartmann verheiratet. Mit ihrem Ehemann veröffentlichte sie 2014 ein Buch über Karl den Großen. In elf Kapiteln werden dabei die 101 wichtigsten Fragen zum Frankenherrscher und seiner Epoche beantwortet.
Hartmann war Mitherausgeberin eines 2021 veröffentlichten Tagungsbandes, der auf ein Symposium am 28. und 29. November 2019 in Rom zurückgeht. Die Beiträge gehen mit personen- und institutionengeschichtlichen Ansätzen erstmals den institutionellen Verstrickungen nach, die sich aus dem Zusammenschluss der Monumenta Germaniae Historica und dem Preußischen Historischen Institut in Rom zum ‚Reichsinstitut für ältere deutsche Geschichtskunde‘ ergaben. Das Werk bildet den ersten Band der hauseigenen Reihe Studien zur Geschichte der Mittelalterforschung, die sich in erster Linie mit der eigenen Geschichte beschäftigt. Der zweite 2023 veröffentlichte Band  Zwischen Vaterlandsliebe und Ausgrenzung. Die jüdischen Mitarbeiter und Mitarbeiterinnen der Monumenta Germaniae Historica widmete sich 28 Mitarbeiterporträts, die von 26 Autoren verfasst wurden.

## Schriften (Auswahl)
Monographien
- „Es fragt die Welt nach meinem Ziel, nach deiner letzten Stunde nichts“. Das Wissenschaftler-Ehepaar Hildegund und Ottokar Menzel (1910–1945)  (= Zeitgeschichtliche Forschungen. Bd. 64). Duncker & Humblot, Berlin 2023, ISBN 978-3-428-18796-6 OCLC 1371107294.
- Die Merowinger (= Beck’sche Reihe. C.-H.-Beck-Wissen. Bd. 2746). Beck, München 2012, ISBN 978-3-406-63307-2.
- Studien zu den Briefen Abt Wibalds von Stablo und Corvey sowie zur Briefliteratur in der frühen Stauferzeit (= MGH Studien und Texte. Bd. 52). Hahn, Hannover 2011, ISBN 978-3-7752-5712-1.
- Die Königin im frühen Mittelalter. Kohlhammer, Stuttgart 2009, ISBN 978-3-17-018473-2.
- Mittelalterliche Geschichte studieren (= UTB. Bd. 2575). UVK-Verlags-Gesellschaft, Konstanz 2004, ISBN 3-8252-2575-5 (3., überarbeitete Auflage. ebenda 2011, ISBN 978-3-8252-2575-9).
- Aufbruch ins Mittelalter. Die Zeit der Merowinger. Wissenschaftliche Buchgesellschaft, Darmstadt 2003, ISBN 3-534-15829-6 (Sonderausgabe, 2., um ein Vorwort ergänzte, durchgesehene und bibliografisch aktualisierte Auflage. ebenda 2011, ISBN 978-3-534-24034-0).
- Humanismus und Kirchenkritik. Matthias Flacius Illyricus als Erforscher des Mittelalters (= Beiträge zur Geschichte und Quellenkunde des Mittelalters. Bd. 19). Thorbecke, Stuttgart 2001, ISBN 3-7995-5719-9 (Zugleich: Regensburg, Universität, Habilitations-Schrift, 2000: Matthias Flacius Illyricus als Handschriftenforscher.).
- Hinkmar von Reims als Verwalter von Bistum und Kirchenprovinz (= Quellen und Forschungen zum Recht im Mittelalter. Bd. 6). Thorbecke, Sigmaringen 1991, ISBN 3-7995-6086-6 (Teilweise zugleich: Bonn, Universität, Dissertation unter dem Titel: Stratmann, Martina: Hinkmar von Reims).

Herausgeberschaften
- mit Annette Marquard-Mois, Maximilian Becker: Menschen und Strukturen – Annäherungen an eine MGH-Geschichte 1919 bis 1959. Beiträge der Tagung im Oktober 2023 in der Akademie für Politische Bildung Tutzing (= Studien zur Geschichte der Mittelalterforschung. Bd. 3). Harrassowitz Verlag, Wiesbaden 2024, ISBN 978-3-447-12288-7.
- mit Annette Marquard-Mois, Maximilian Becker: Zwischen Vaterlandsliebe und Ausgrenzung. Die jüdischen Mitarbeiter und Mitarbeiterinnen der Monumenta Germaniae Historica (= Monumenta Germaniae historica. Studien zur Geschichte der Mittelalterforschung. Bd. 2). Harrassowitz Verlag, Wiesbaden 2023, ISBN 978-3-447-11975-7.
- mit Horst Zimmerhackl unter Mitarbeit von Anna Claudia Nierhoff: Quellenforschung im 21. Jahrhundert. Vorträge der Veranstaltungen zum 200-jährigen Bestehen der MGH (= Monumenta Germaniae historica. Schriften. Bd. 75). Harrassowitz, Wiesbaden 2012, ISBN 978-3-447-11387-8.
- mit Arno Mentzel-Reuters, Martin Baumeister: Das Reichsinstitut für ältere deutsche Geschichtskunde 1935 bis 1945 – ein „Kriegsbeitrag der Geisteswissenschaften“? Beiträge des Symposiums am 28. und 29. November 2019 in Rom (= Studien zur Geschichte der Mittelalterforschung. Bd. 1). Harrassowitz, Wiesbaden 2021, ISBN 978-3-447-11631-2.
- Karl der Große und seine Zeit. Die 101 wichtigsten Fragen (= C.H. Beck Paperback. Bd. 7040). Beck, München 2014, ISBN 978-3-406-65893-8.
- mit Claudia Märtl: Von Kreuzburg nach München. Horst Fuhrmann – Lebensstationen eines Historikers. Böhlau, Köln 2013, ISBN 3-412-22134-1.
- mit Markus Frankl: Herbipolis. Studien zu Stadt und Hochstift Würzburg in Spätmittelalter und Früher Neuzeit (= Publikationen aus dem Kolleg „Mittelalter und Frühe Neuzeit“ / Universität Würzburg. Bd. 1). Königshausen & Neumann, Würzburg 2015 ISBN 3-8260-5805-4.

Editionen
- Das Briefbuch Abt Wibalds von Stablo und Corvey. Teil 1–3 (= Monumenta Germaniae Historica. Die Briefe der deutschen Kaiserzeit. Bd. 9). Hahn, Hannover 2012, ISBN 978-3-7752-1812-2.
- Flodoard von Reims: Historia Remensis ecclesiae Flodoardus Remensis: Historia Remensis ecclesiae. Flodoard von Reims: Die Geschichte der Reimser Kirche (= Monumenta Germaniae Historica. Scriptores. Bd. 36). Hahn, Hannover 1998, ISBN 3-7752-5434-X.
- Hinkmar von Reims, Collectio de ecclesiis et capellis (= Monumenta Germaniae Historica. Leges. Bd. 8 = Fontes iuris Germanici antiqui in usum scholarum separatim editi. Bd. 14). Hahn, Hannover 1990, ISBN 3-7752-5332-7.